# Boulbène
La boulbène (de l'occitan bolbena) est une terre silico-argileux-calcaires acide prisée pour la céramique, mais pas adaptée à la culture de la vigne propre à plusieurs régions du Sud-Ouest de la France (Gascogne et Languedoc essentiellement) et particulièrement, vallée de la Garonne. Il s'agit d'une catégorie vernaculaire et particulière de luvisol. Elle est composée de limons argileux rougeâtres et de sables ou cailloux.
Les praticiens de l'agrologie les nomment ainsi par opposition avec les terreforts et terres de rivière.
Une grande abondance de particules fines, sable fin, limon, éléments subcolloïdaux constituant l'argile. Leur couleur est claire, souvent blanche, ou grise à cause de la présence de l'humus apporté par la culture. Elles sont dépourvues de chaux et faibles en potasse. Elles manquent d'éléments solubles, en particulier des substances fertilisantes.